# August Todt
Johann August Wilhelm Todt (ur. 29 lipca 1833 w Düsterort w powiecie Ueckermünde, zm. 26 października 1900 w Szczecinie) – niemiecki kompozytor i organista.

## Życiorys
Był synem nauczyciela, w Szczecinie osiadł wraz z rodzicami w 1836 roku. Już jako sześciolatek śpiewał i grał na fortepianie, w wieku 7 lat wykonywał z pamięci sonaty fortepianowe W.A. Mozarta. Od 1851 roku kształcił się w szczecińskim seminarium nauczycielskim pod kierunkiem Carla Loewego, następnie w latach 1857–1858 odbył uzupełniające studia w Königliche Institut für Kirchenmusik w Berlinie u Augusta Wilhelma Bacha (organy) i Alberta Leschorna (fortepian). Ukończył też Zeichen- und Turnakademie, uzyskując prawo do nauczania rysunku i gimnastyki w gimnazjach. Początkowo działał jako nauczyciel śpiewu w Pyrzycach, od 1860 roku był kantorem w Kostrzynie nad Odrą, a od 1863 roku działał jako kantor i organista w kościele św. Piotra i Pawła w Szczecinie. Od 1864 do 1866 roku był zastępcą Carla Loewego na stanowisku organisty w kościele św. Jakuba. W latach 1875–1882 był organistą kościoła św. Jana. Po 1882 roku poświęcił się komponowaniu.
Występował jako pianista i organista. Komponował m.in. utwory organowe i fortepianowe, psalmy, chorały, pieśni, utwory orkiestrowe (w tym 3 symfonie), kwartety sakralne, oratorium Das Gädechtnis der Entschlafenen. Opracował transkrypcję fortepianową Erlkönig Carla Loewego.